# Bécon-les-Granits
Bécon-les-Granits é uma comuna francesa na região administrativa da Pays de la Loire, no departamento de Maine-et-Loire. Estende-se por uma área de 46,17 km². Em 2010 a comuna tinha 2 900 habitantes (densidade: 62,8 hab./km²).